# Чивитела Личинио (Беневенто)
Чивитела Личинио је насеље у Италији у округу Беневенто, региону Кампанија.
Према процени из 2011. у насељу је живело 384 становника. Насеље се налази на надморској висини од 399 м.